# Laterale dele af nakkebenet
De Lateral dele af nakkebenet (også kaldet exoccipitals) er placeret på siderne af foramen magnum.